# Konfessionelle Evangelisch-Lutherische Konferenz
Die Konfessionelle Evangelisch-Lutherische Konferenz (KELK; englisch: Confessional Evangelical Lutheran Conference, CELC) ist eine internationale Gemeinschaft theologisch konservativer lutherischer Kirchen mit Sitz in Waukesha, Wisconsin.
Sie ist mit 24 Mitgliedern, die ca. 500.000 Gläubige repräsentieren, die kleinste der drei lutherischen Organisationen, die weltweit aktiv sind. Die KELK wurde 1993 mit 13 lutherischen Kirchen gegründet und ist heute auf 24 Mitglieder angewachsen. Zuletzt kam es 2011 zur Aufnahme neuer Kirchen in die Konferenz. Im deutschen Sprachraum gehört ihr die Evangelisch-Lutherische Freikirche (ca. 1.300 Kirchglieder) an. Die größte Mitgliedskirche der KELK ist die Evangelisch-Lutherische Wisconsin-Synode (WELS) aus den Vereinigten Staaten (ca. 385.000 Kirchglieder). Gegenwärtig bekleidet der WELS-Pastor Daniel Koelpin das Amt des Präsidenten der Konfessionellen Evangelisch-Lutherischen Konferenz.
Sie akzeptiert als Mitglieder nur lutherische Kirchen, welche die Grundlagen der Konferenz anerkennen und die nicht in Gemeinschaft mit Kirchen stehen, deren Lehre oder Praxis vom lutherischen Bekenntnis, wie es die Konferenz versteht, abweichen. Das betrifft z. B. die Abendmahlsgemeinschaft.
Im Jahr 2017 fand die CELC-Vollkonferenz nach langjähriger Pause wieder in Deutschland statt. Als Tagungsort wurde die Kleinstadt Grimma in Sachsen gewählt: Die Teilnehmer nutzten vom 29. Juni bis 2. Juli 2017 das dort im Jahr 1550 entstandene Gymnasium St. Augustin als Tagungsstätte und Herberge – sie feierten ihren Abschluss-Gottesdienst in der benachbarten Klosterkirche Grimma.

## Mitgliedskirchen und ihr Verbreitungsgebiet
- Bulgarische Lutherische Kirche (Bulgarien)
- Die Lutherische Kirche Kameruns (Kamerun)
- Evangelisch-Lutherische Bekenntniskirche (Finnland)
- Evangelisch-Lutherische Bekenntniskirche (Mexiko)
- Evangelisch-Lutherische Bekenntniskirche (Puerto Rico)
- Evangelisch-Lutherische Freikirche (Deutschland und Österreich)
- Evangelisch-Lutherische Kirche „Einigkeit“ (Russland)
- Evangelisch-Lutherische Synode Australiens (Australien)
- Evangelisch-Lutherische Synode (Peru)
- Evangelisch-Lutherische Synode (USA und andere Länder)
- Evangelisch-Lutherische Wisconsin-Synode (USA und andere Länder)
- Kanaan-Kirche im östlichen Seoul (Südkorea)[8]
- Lutherische Allerheiligen-Kirche Nigeria (Nigeria)
- Lutherische Bekenntniskirche (Lettland)
- Lutherische Bekenntniskirche (Norwegen)
- Lutherische Bekenntniskirche (Schweden)
- Lutherische Christus-der-König-Kirche Nigeria (Nigeria)
- Lutherische Evangelisch-Christliche Kirche (Japan)
- Lutherische Kirche (Indonesien)
- Lutherische Kirche Portugals (Portugal)[9]
- Lutherische Kirche Zentralafrikas – Malawi-Synode (Malawi)
- Lutherische Kirche Zentralafrikas – Sambia-Konferenz (Sambia)
- Tschechische Evangelisch-Lutherische Kirche (Tschechien)
- Ukrainisch-Lutherische Kirche (Ukraine)